# Nupe (peuple)
Pour les articles homonymes, voir Nupe.
Les Nupes sont une population d'Afrique de l'Ouest vivant au centre-ouest du Nigeria, le long du Niger et de la Kaduna, à proximité de Bida, Mokwa et Jebba. Ils sont surtout présents dans l'État de Niger et dans l'État de Kwara. Leur nombre a été estimé à 550 000 dans les années 1980.

## Ethnonymie
Selon les sources et le contexte, on observe de multiples formes : Abawa, Agabi, Ampeyi, Anupecwayi, Anupe, Anuperi, Bamop, Bassa-Nge, Bawa, Duma, Ibara, Nife, Noupé, Noupés, Nufawa, Nufie, Nupaysee, Nupechizi, Nupecidji, Nupeci, Nupenchi, Nupencizi, Nupesizi, Nupes, Nuup'e, Nuupe, Takpa, Umop.

## Langue
Leur langue est le nupe, une langue bénoué-congolaise dont le nombre de locuteurs était estimé à 800 000 au Nigeria en 1990.

## Culture

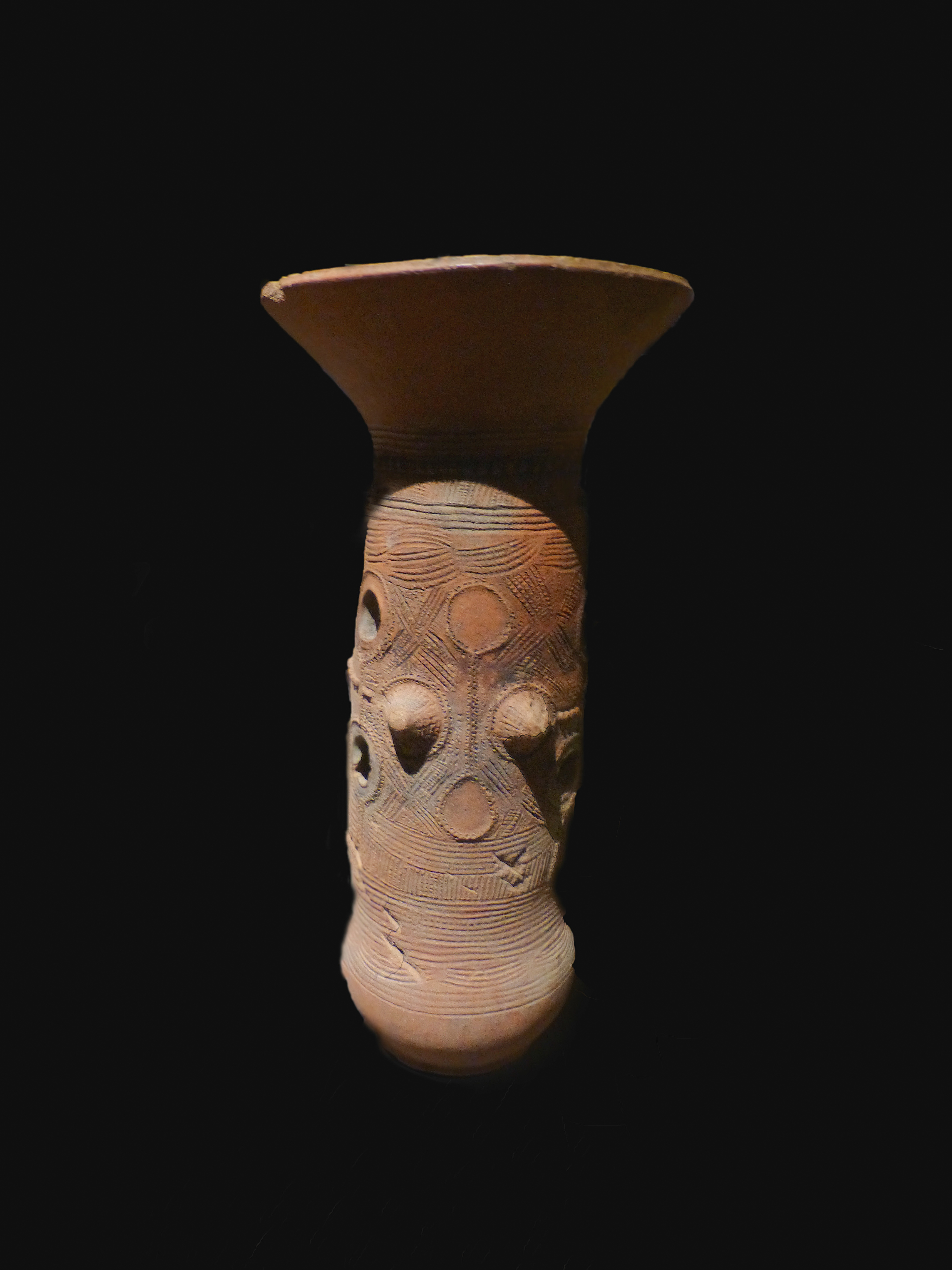
Porte-pot en terre cuite (Bida)